# Objektový kód
Objektový kód, objektový soubor (anglicky object code, object file) je v informatice označení pro soubory, které obsahují strojový kód spolu s dalšími informacemi (tzv. metadata). Objektový soubor je rozdělen do několika sekcí. Každá sekce obsahuje data použitá v kódu a metadata, která přidávají informace o datech. Konkrétně to jsou relokační tabulky, velikost jednotlivých sekcí, jejich pozice v objektovém souboru, umístění sekce v paměti. Obsahem dat pak může být samotný kód programu, komentáře, ladící a profilovací informace, konstanty, pozice zásobníku, halda a další.
Objektový soubor může být vytvořen pomocí překladače (nebo linkerem z jiných objektových souborů). Může z něho být vytvořena výsledný spustitelný soubor, knihovna nebo jiná forma spustitelného souboru.

## Formáty objektového souboru
Existuje mnoho formátů objektových souborů. Zprvu byl pro každou architekturu jiný typ. v unixových systémech v současné době existují formáty COFF a ELF. Za primitivní objektový kód lze považovat i soubor s příponou .COM, který je jen pouhou posloupností bajtů strojového kódu, která je načtena na pevnou adresu v operační paměti (do jednoho segmentu). Další formáty objektového kódu jsou EXE soubory.
Pro prostředí GNU existuje skupina programů GNU binutils, které s objektovými soubory pracují.

## Ukázka výpisu sekcí objektového souboru
Zdrojový soubor:
```
int main(void) {
int j=0xdeadbeef;
return j;
}
```

Zkompilován pomocí:
```
gcc -ffreestanding -nostdlib -Wall -c test.c -o test.o
```

Má následující sekce:
```
objdump test.o -h

a.out: file format elf32-i386

Sections:
Idx Name Size VMA LMA File off Algn
0 .text 00000024 00000000 00000000 00000034 2**2
CONTENTS, ALLOC, LOAD, READONLY, CODE
1 .data 00000000 00000000 00000000 00000058 2**2
CONTENTS, ALLOC, LOAD, DATA
2 .bss 00000000 00000000 00000000 00000058 2**2
ALLOC
3 .comment 00000012 00000000 00000000 00000058 2**0
CONTENTS, READONLY
4 .note.GNU-stack 00000000 00000000 00000000 0000006a 2**0
CONTENTS, READONLY
```

Je zde sekce .text, tedy kód. Sekce .data, kde jsou globální proměnné a pole (zde žádné není). V sekci .bss jsou neinicializovaná data. Ostatní sekce jsou pak pomocné informace dodány kompilátorem.

## Souhrn některých formátů objektového kódu
- DOS
  - .COM
  - .EXE
  - Relocatable Object Module Format (dříve známý jako "OBJ file" nebo "OMF", také používaný některými nástroji pro Microsoft Windows)

- Embedded
  - IEEE-695
  - S-records

- Macintosh
  - PEF/CFM
  - Mach-O (NEXTSTEP, Mac OS X)

- OpenVMS
  - ELF
  - DWARF – Formát pro debugger a trasování programu

- unixové systémy
  - a.out
  - COFF (System V)
    - ECOFF (Mips)
    - XCOFF (AIX)

  - ELF (SVR4, používaný v moderních systémech)
  - Mach-O (NeXT, Mac OS X)

- Microsoft Windows
  - 16bitový New Executable (NE)
  - Portable Executable (PE)

- ostatní
  - Class (file format)
  - IBM 360 object format
  - NLM
  - OMF (VME)
  - SOM (HP)
  - XBE – Xbox executable
  - APP – Symbian OS executable file format
  - RDOFF
  - Hunk – AmigaOS
  - Intel HEX